# Linha do Sul
La linha do Sul est une ligne ferroviaire portugaise qui relie la ville de Lisbonne à celle de Tunes dans la municipalité de Silves en Algarve.